# Internazionali BNL d’Italia 2019

Die Internazionali BNL d’Italia 2019 waren ein Tennisturnier der WTA Tour 2019 für Damen und ein Tennisturnier der ATP Tour 2019 für Herren in Rom und fanden zeitgleich vom 13. bis 19. Mai 2019 statt.

## Herrenturnier
→ Qualifikation: Internazionali BNL d’Italia 2019/Herren/Qualifikation

## Damenturnier
→ Qualifikation: Internazionali BNL d’Italia 2019/Damen/Qualifikation